# Gunter Böhnke
Gunter Böhnke (* 1. September 1943 in Dresden) ist ein deutscher Kabarettist und Übersetzer.

## Leben
Böhnke wurde in Dresden-Pieschen geboren. Er erlebte den Bombenangriff auf Dresden am 13. Februar 1945. Schon als Fünfjähriger spielte Böhnke den vierten Zwerg in Schneewittchen, er bekam 1957 mit 13 Jahren eine kleine Sprechrolle im Leben des Galilei als Cosmo Medici am Staatstheater Dresden und wirkte bis 21 als Komparse und auch bei kleinen Kabarett-Auftritten mit.
Nach dem Schulbesuch an der 40. Grundschule Dresden-Trachau und der EOS Pestalozzi (Abitur 1962) arbeitete Böhnke als Chemiehilfsarbeiter im Arzneimittelwerk Dresden. Nach zwei gescheiterten Bewerbungsversuchen an Schauspielschulen ging Böhnke 1963 nach Leipzig und studierte bis 1968 an der dortigen Universität Anglistik, Germanistik und Pädagogik. Das Angebot, nach seinem Studium als Lehrer an der Leipziger Kinder- und Jugendsportschule zu unterrichten, nahm er nicht an. Stattdessen arbeitete er bis 1970 als Bildredakteur bei ADN-Zentralbild in Berlin sowie freiberuflich als Englischlehrer an der Humboldt-Universität und von 1973 bis 2009 als Übersetzer. Nach erfolgreichen Übersetzungen von englischer und amerikanischer Literatur (Werke von P. D. James, Herman Melville, Edgar Allan Poe, H. G. Wells) sowie afrikanischer Literatur (Werke von Nuruddin Farah, Meja Mwangi) war er von 1971 bis 1978 Fremdsprachenlektor und Lektoratsleiter beim Verlag Edition Leipzig.
1966 war Böhnke Gründungsmitglied des Studentenkabaretts „academixer“. 1978 wurde er in Vollzeit Ensemblekabarettist und machte sich 1988 gemeinsam mit Bernd-Lutz Lange als Duo selbstständig. 1990 löste er sich vom Ensemble „academixer“. Von 1988 bis 2004 traten Lange und Böhnke zusammen auf diversen Kabarettbühnen in Deutschland auf. 
Gunter Böhnke lebt in Leipzig, ist mit der Übersetzerin Reinhild Böhnke verheiratet und hat zwei Söhne. Er leidet unter Narkolepsie und hatte deswegen im Jahr 1968 einen Motorradunfall.

## Buchveröffentlichungen
- Ein Sachse beschnarcht sich die Welt. Kiepenheuer, Leipzig 1998, ISBN 3-378-00614-5
- Mit dem Floß unters Eis. Kiepenheuer, Leipzig 2002, ISBN 3-378-00643-9
- SchonZeit für Ideale. 40 Jahre Kabarett – Fast 40 Fröhlich-Freche Texte. Hrsg. von Gunter Böhnke. Mit Zeichnungen von Lothar Otto. Hohenheim Verlag, Stuttgart 2006, ISBN 3-89850-143-4
- Der Sachse liebt das Reisen sehr. Aufbau-Taschenbuchverlag, Berlin 2009, ISBN 978-3-7466-2508-9
- Der Sachsenradler. 88 Touren mit Gunter Böhnke. (Touren-Buch für Radfahrer), Pro Leipzig, Leipzig 2009, ISBN 978-3-936508-41-3
- 50 einfache Dinge, die sie über Sachsen wissen sollten. Westend, Frankfurt am Main 2012, ISBN 978-3-86489-016-1; überarb. Neuausg. Westend, Frankfurt am Main 2015, ISBN 978-3-86489-092-5.
- Das mach ich doch im Schlaf. Westend, Frankfurt am Main 2020, ISBN 978-3-86489-296-7
- Sächsisch. Dudenverlag, Berlin 2023, ISBN 978-3-411-75684-1 (mit Peter Ufer)

Übersetzungen:
- Barry Hines: Und fing sich einen Falken. Aus dem Englischen von Reinhild und Gunter Böhnke. Verlag Volk und Welt, Berlin 1973
- Jack Cope: Der zahme Büffel. Kurzgeschichten. Aus dem Englischen von Reinhild und Gunter Böhnke. Verlag Volk und Welt, Berlin 1976
- Bonophul: Ferien am Ganges. Erzählung. Aus dem Englischen von Gunter Böhnke. Verlag Volk und Welt, Berlin 1977
- Neela Padmanabhan: Die Mitgift. Aus dem Englischen von Gunter Böhnke. Volk und Welt, Berlin 1978
- Henry James: Gebrochene Schwingen. Aus dem Englischen von Gunter Böhnke. Philipp Reclam jun., Leipzig 1982
- Winifred Holtby: Die Leute von Kiplington. Roman. Aus dem Englischen von Reinhild und Gunter Böhnke. Verlag Volk und Welt, Berlin 1983
- Herman Melville: Israel Potter. Seine 50 Jahre im Exil. Ins Deutsche übertragen von Gunter Böhnke. Verlag Neues Leben, Berlin 1986, ISBN 3-355-00079-5
- Alex La Guma: Im Spätsommernebel. Roman. Aus dem Englischen von Gunter Böhnke. Weltkreis, Dortmund 1987, ISBN 3-88142-403-2
- Meja Mwangi: Wie ein Aas für Hunde. Roman aus Kenia. Übersetzung und Nachbemerkung von Gunter Böhnke. Lamuv, Bornheim-Merten 1987, ISBN 3-88977-136-X
- Cyprian Ekwensi: Den Frieden überleben. Roman. Aus dem Englischen übersetzt von Gunter Böhnke. Verlag Philipp Reclam jun., Leipzig 1988, ISBN 3-379-00335-2
- Robert Cormier: Das war's Mister Handyman, Deutsch von Gunter Böhnke. Verlag Neues Leben, Berlin 1992, ISBN 3-355-01242-4
- Jim Harrison: Legenden der Leidenschaft. Der Roman zum Film. Ins Deutsche übertragen von Gunter Böhnke. Bastei-Lübbe, Bergisch Gladbach 1995, ISBN 3-404-13693-4
- Nuruddin Farah: Aus einer gekrümmten Rippe. Roman. Aus dem Englischen von Gunter Böhnke. Lamuv-Verlag, Göttingen 2000, ISBN 3-88977-589-6
- Nuruddin Farah: Netze. Aus dem Englischen von Reinhild und Gunter Böhnke. Suhrkamp, Frankfurt am Main 2009, ISBN 978-3-518-42103-1